# 默爾特河
默爾特河（法語：Meurthe，法語發音：[mœʁt]）是法國的河流，位於該國東北部，屬於摩澤爾河的右支流，河道全長161公里，流域面積3,085平方公里，發源自孚日山脉，平均流量每秒41立方米。
法国曾经的默尔特省即得名于该河。

## 外部連結
- http://www.geoportail.fr（页面存档备份，存于）
- Sandre数据库中的默爾特河